# Yao He
Yao He (777-843) (chinois : 姚合 ; chinois traditionnel : 姚合 ; pinyin : Yáo Hé ; Wade : Yao He), nom de courtoisie dàníng (大凝), est un poète célèbre de la dynastie Tang. Originaire de Shanzhou, il est issu du célèbre clan Yao de Wuxing (吳興侯). Il réussit l’examen des jinshi en 816 puis est nommé secrétaire principal de Wugong. Par la suite, il occupe divers autres postes dans l’administration impériale notamment à Fuping et Wannian avant de terminer sa carrière comme directeur du secrétariat impérial à Chang'an. Il est aussi connu sous le nom de Yao Wugong (姚武功) et son style poétique est appelé « style Wugong ». Il entretient de nombreuses correspondances avec des poètes renommés de l’époque.

## Biographie
Yao He naît en 777, dans le comté de Xiashi dans la province de Shanzhou. Il est l’arrière-petit-neveu du chancelier Yao Chong (en). Son père, Yao Han, est magistrat du district de Linhe dans la préfecture de Xiang.
En 816, il réussit l’examen de jinshi (進士) (doctorat). Deux ans plus tard, il est nommé secrétaire principal du Xian de Wugong dans le Shaanxi. C’est ainsi qu’il commence sa carrière officielle vers l’âge de quarante ans. En tant que secrétaire, il est principalement chargé d’enregistrer les événements importants du comté et de gérer divers documents administratifs. Ce poste — le plus bas dans la hiérarchie administrative —, lui laisse suffisamment de temps libre pour se consacrer à la poésie, boire du vin, cultiver des fleurs et un petit potager. Dès le début de sa carrière officielle, Yao He montre une attitude ambivalente envers ses fonctions, car il aspire à une vie de reclus.
Après avoir terminé son mandat à Wugong, il travaille au bureau du gouverneur militaire de Weibo, puis il nommé dans le comté de Fuping pour y occuper le poste de magistrat de comté avant d’être muté, en 823, au même poste, mais cette fois à Wannian,.

Deux ans plus tard, Yao He démissionne de son poste en raison de problèmes de santé et se retire à Chang'an pour vivre dans la tranquillité. Il est possible que ce soit à ce moment-là qu’il écrit Envoyé au maître Moran (寄默然上人) : 

« 晨餐夜复眠，Déjeuner le matin, dormir le soir de nouveau,

日与月相连。Les jours, les mois se suivent.

天下谁无病，Sous le ciel, qui n'est pas malade ?

人间乐是禅。Dans le monde, le bonheur se trouve dans le Chan. »

 Une chose est certaine, c’est que Yao He semble trouver « dans le bouddhisme une voie de libération pour échapper à la souffrance et à la maladie » p. 68.
En 826, il est nommé censeur itinérant pour les régions grâce au système des privilèges héréditaires, puis, il devient censeur de la cour à la capitale et inspecteur de la région de droite. En 829, à 52 ans, il est nommé vice-directeur du bureau du ministère des Revenus et, deux ans plus tard, il retourne à Chang'an pour occuper le poste de secrétaire du ministère des Châtiments et de secrétaire du ministère des Finances. Il quitte ensuite son poste pour devenir préfet de Jinzhou avant d’être muté en 834, gouverneur de Hangzhou. Après, il occupe plusieurs autres postes dont commissaire impérial des régions de Shaanxi et de Guo, grand maître de Remontrance de Droite, commissaire impérial d’Observation. En 839, le dernier poste qu’il occupe à l’âge de 62 ans est celui de directeur du secrétariat impérial à Chang'an. Il meurt le 28 janvier 843. Il reçoit à titre posthumément le titre de ministre des Rites, pour honorer ses contributions à la culture et à la société. En examinant sa carrière officielle, Yao He a toujours eu des promotions presque tous les deux ans et il n’a jamais été rétrogradé. Il a épousé Lu Yi du clan de Fanyang, avec qui il eut trois filles et un fils, Yao Qian.
Yao He était un poète renommé de son époque, il échangeait avec un très grand cercle d’amis appartement au milieu littéraire dont Liu Yuxi, Li Shen, Zhang Ji, Wang Jian. Pendant ses moments libres entre ses fonctions officielles, écrire devenait une activité naturelle pour Yao He.

## Poésie

### Style poétique
Yao He excelle dans la poésie en pentasyllabes réguliers. Il se distingue par un style élégant, clair, correct, parfois étrange. Il aime décrire les paysages naturels et les situations officielles moroses, avec des vers parfois remarquables. Cependant, son style et ses thèmes sont relativement monotones, et sa description des paysages était parfois trop détaillée.
Yao He est un ami de Jia Dao dont la poésie est semblable tout en étant plus profonde. Ils sont connus ensemble sous le nom de « Yao-Jia ».
La poésie de Yao He a eu une certaine influence sur les générations suivantes, et a été prise comme modèle par les poètes de l’École des quatre poètes de Yongjia de la dynastie Song du Sud et par les poètes de l’école poétique Jianghu (江湖诗派),

### Oeuvres
Ses œuvres qui nous sont parvenues incluent :
- Recueil de poèmes du vice-directeur Yao (《姚少监诗集) en 10 volumes.
- Recueil de l’Extrême Mystère (极玄集) (Ji Xuan Ji) : Yao He a compilé cette anthologie à la fin de sa vie. Elle comprend cent poèmes de vingt et un auteurs différents.
- Trente poèmes composés dans le comté de Wugong : recueils de poème de Yao He, d’où son surnom « Yao de Wugong ». Dans ce recueil, Yao He reflète la vie locale, la nature environnante. Il est influencé par le poète Jia Dao. Cette œuvre contribue à sa renommée en tant que poète majeur du milieu de la dynastie Tang.

### Poèmes

#### Montée au Temple du Ciel par une nuit de lune d’automne(秋夜月中登天坛)
| Chinois 数树荒庭上， 芬芳映绿苔。 自缘逢暖发， 不是为人开。 | Traduction libre La lune d’automne répand une lueur étrange. Purifié, je chemine vers l’autel sacré. Le ciel est proche, les étoiles immenses, Les montagnes sont profondes, le monde est pur. |
| 仙飙石上起， 海日夜中明。 何计长来此， 闲眠过一生。         | Le vent immortel s’élève des rochers, Au milieu de la nuit, le soleil de la mer brille. Comment rester ici pour l’éternité？ Je m’endors, laissant passer ainsi ma vie.                        |